# Глебов, Фёдор Никитич
Фёдор Никитич Глебов (умер в декабре 1716 года в Ростоке) — русский военачальник и сподвижник Петра I, майор лейб-гвардии Преображенского полка и генерал-майор.

## Биография
Представитель старинного рода Глебовых. Поступил на службу в «потешные войска» Петра I, дослужился до чина майора и должности командира батальона лейб-гвардии Преображенского полка. Участвовал в Северной войне и Прутском походе, неоднократно за болезнью или занятостью командира полка исполнял его обязанности.
В 1715 году произведен в генерал-майоры и назначен обер-штир-комиссаром лейб-гвардии Преображенского полка.
Умер в Ростоке (в Мекленбурге) в следующем году.
Его сын — генерал-аншеф И. Ф. Глебов (1707—1774).

## Источник
- Азанчевский М. П. История Лейб-гвардии Преображенского полка. — 1859.